# Ca Balà
Ca Balà è stata una rivista d'umorismo grafico e di satira politica fondata da Graziano Braschi, Berlinghiero Buonarroti e Paolo della Bella. La rivista (con redazione a Compiobbi, un piccolo paese della provincia di Firenze) è stata pubblicata per quasi 10 anni, dall'aprile del 1971 al gennaio del 1980 per un totale di 50 numeri. 

## Storia editoriale
(motto del Gruppo Stanza)
Nel 1967 Braschi, Buonarroti e della Bella fondano il Gruppo Stanza con il quale i tre artisti iniziano a farsi conoscere per le loro serigrafie. Dal 1968 iniziano anche a pubblicare alcuni volumi con opere inediti cui seguiranno alcune mostre in Italia per promuovere il loro lavoro. Durante queste occasioni il gruppo conosce Piero Santi, scrittore fiorentino appassionato d'arte con il quale iniziano a collaborare e, grazie all'aiuto di quest'ultimo, danno vita al progetto di una rivista satirica con Santi che si offre successivamente come direttore responsabile. Il primo numero della rivista esce nell'aprile del 1971.
Il livello dei primi lavori è volutamente non professionale a seguito di una ponderata scelta stilistica coerente ai principi della stampa underground. La rivista veniva completamente fotografata e messa in pellicola a mano da Buonarroti e Della Bella in un ex garage che fungeva da sede redazionale, veniva spedita per posta mensilmente ai duecento abbonati; il resto delle copie veniva distribuito nelle librerie italiane.
Per mantenere economicamente la rivista, il gruppo è costretto ad autofinanziarsi stampando serigrafie d'arte. La rivista è diffusa nel circuito underground: da qui l'adozione del totale rifiuto per il copyright in virtù dei principi dell'Underground Press Syndicate a cui la rivista era aderente.
Nei primi anni la tiratura della rivista non supera le mille copie.
Il nome della rivista Ca Balà è stato suggerito da Piero Santi, riprendendo il titolo dell'omonima rivista letteraria degli anni cinquanta, di cui era stato direttore.
L'origine del nome, con ovvio riferimento alla Cabala, riprende un toponimo veneziano, una calle dal nome Fondamenta Ca Balà.
Il logo della rivista fu disegnato da Graziano Braschi, riprendendo un disegno del 1966. Il disegno fu poi ribattezzato "L'omino di Ca Balà". Il logo compare per la prima volta sulla testata della rivista nel n. 17/18 del 1972 e da lì in poi sarà sempre presente nella testata.

### Cronologia
- Tra il 1971 e il 1973 la rivista rappresenta una novità sullo scenario satirico italiano, un "momento di rottura del grigio momento politico e culturale che l'Italia sta attraversando"[4].

La satira di Ca Balà non risparmia nessuno e spara a zero contro le truffe dei politici e dei sindacalisti, contro la morale comune, contro la chiesa e la morale sessuale scolastica o religiosa.
L'espressione della rivista è graficamente grezza e si serve dello schema del fumetto tipico degli anni Settanta.
La distribuzione di Ca Balà è aiutata talvolta da gruppi appartenenti alla rete della contro-cultura.
- Nel 1973 Mauro Senesi diventa direttore responsabile di Ca Balà al posto di Piero Santi. Sotto la sua direzione Ca Balà esce con una nuova serie: un "tabloid fumettato" ed uno schema nuovo, una linea guida che collegava coerentemente gli articoli e le vignette (senza staccarsi troppo dall'underground).[5]

Con Senesi alla guida della rivista aumentano le tirature che iniziano a superare le 10.000 copie e con l'aiuto di un lungimirante distributore di riviste straniere, che anticipò il denaro necessario alla pubblicazione delle copie.
Al 1973 risale anche l'esperienza del numero-poster. Il successo del numero 29-30 (quello con Zio Paperone "golpista") fu inatteso a tal punto che spinse la redazione a cambiare la rivista (nell'attesa di una nuova serie) in una rivista-manifesto
- Nel 1974 arriva il picco delle vendite: il numero-poster 34 e arrivano anche i primi problemi.

Il numero 39 di Ca Balà viene pubblicato senza avere alla guida della testata un direttore e per un certo periodo di tempo la rivista dovette sospendere le pubblicazioni. Alla base vi furono problemi economici: i collaboratori non sono pagati, si auto-tassano e non ci sono finanziamenti se non qualche aiuto da parte degli abbonati. Queste difficoltà obbligano il Gruppo Stanza a un periodo di ripensamento e di riorganizzazione.
- Dal 1975 Ca Balà inizia ad avere maggiori attenzioni dal mondo culturale. Umberto Eco, Cesare Zavattini, Nicola Tranfaglia, Sergio Saviane, Mario Spinella, Luigi Malerba e Mario Accolti Gil citano e menzionano Ca Balà in alcuni loro scritti ed articoli.

Ca Balà passa sotto la gestione finanziaria di Mario Guaraldi, editore che in quegli anni aveva la sede a Firenze. Guaraldi per alcuni numeri si occupa anche della distribuzione.
In questi anni la rivista inizia ad allontanarsi dalla cultura underground, che sino ad allora l'aveva caratterizzata, per prendere una veste più professionale.
Guaraldi per evitare il rischio di denunce e querele da parte di privati, poteri pubblici e politici, consiglia ai tre di consultare un avvocato in modo da tutelare il loro lavoro e la vita della rivista. Non c'è dubbio che in questo modo la libertà dei vignettisti viene in qualche modo circoscritta: così quattro vignette furono censurate per non ledere la suscettibilità dei partiti politici. Nonostante ciò le tirature, con la nuova impostazione, arrivano a superare le quattro-cinquemila copie.
- Nel marzo del 1976 Ca Balà cambia nuovamente formato (stile album) e aumenta il numero delle pagine. Cerca una nuova casa editrice: prova con Ottaviano, editore milanese, per poi abbandonarlo in breve tempo. Successivamente subentrerà il Centro di Documentazione di Pistoia.”[8]
- Nel 1978 Franco Manescalchi diventa direttore della rivista.

Ca Balà inizia ad alternare i suoi interventi satirici con articoli storici e teorici sull'umorismo.
Vengono pubblicate una monografia di Hermano Lobo (rivista spagnola anti-Franchista) e alcune vetrine su riviste come L'Enragé; Szpilki, giornale satirico polacco fra i più importanti.
Sempre nel 1978 nasce Il Male, giornale satirico che si rifaceva a Ca Balà. L'inaspettato boom della rivista romana manda in crisi Ca Balà e i suoi creatori. Tentativi da parte del Gruppo Stanza di far uscire la rivista in edicola con numeri scandalistici sul modello de Il Male, incrinano sempre più la notorietà della rivista, fino al suo termine con l'ultimo numero nel gennaio del 1980.

### CollanaCa Balà
La collana Ca Balà è un insieme di riviste, album e pamphlet nati con lo scopo di dare appoggio all'omonima rivista. In totale sono state sei le pubblicazioni da parte della Collana Ca Balà:
- La pulce nell'orecchio, 1972. Un'antologia di satira ed umorismo grafico nata dalla collaborazione del Gruppo Stanza col Circolo Buonarroti-Firenze, e che raccolse le opere dei maggiori disegnatori italiani di quegli anni (Barletta, Biassoni, Chiappori, Gal, Francesconi, Giuliano, eccetera; oltre a quelle dei tre redattori di Ca Balà). In concomitanza il circolo organizzò una mostra di originali.
- L'album del governo giallo, 1975. Fumetto parodistico incentrato sulla figura di Paperon de' Paperoni nei panni di un sequestratore.
- Vi ricordate quel 18 aprile..., 1975. Esce in occasione delle amministrative del 15 giugno e ironizza sui trent'anni di governo della Democrazia Cristiana.
- Aborti si nasce, abortisti si diventa, 1975. Un pamphlet cinico e politico con la prefazione di Mauro Mellini.
- Un uomo a rapporto, 1977. Romanzo scritto da B.A. Olivo sulla vita quotidiana di un operaio, i suoi problemi e la sua filosofia.
- 1968-1978, dieci anni d'invecchiamento, 1978. Una raccolta di vignette, fumetti e scritti ironici (e autoironici) dieci anni dopo il "mitico" Sessantotto.

Tentativi di dare sostegno alla rivista sono stati attuati tramite la promozione di piccoli gadget come spille, adesivi e calendari.

## Ispirazione
Buonarroti, Braschi e della Bella partendo da buone basi di conoscenza e pratica dell'espressionismo e della figurazione pop guardano alle avanguardie storiche come il dadaismo e il surrealismo oltre che al teatro tedesco fra le due guerre. Fra le maggiori influenze vi sono quelle alimentate dalle riviste d'impostazione underground dal carattere volutamente rozzo che in quegli anni iniziavano ad apparire illegalmente sulla scena internazionale. Ca Balà si rifarà alle riviste francesi che iniziavano a uscire a Parigi intorno ai movimenti del 1968.
I giornali più amati sono:
- Siné Massacre
- Charlie Hebdo[9].
- l'Enragé

con i loro disegnatori quali Reiser e Wolinski, Bosc, Siné, Gébé, eccetera.
La rivista francese Bizarre degli anni Sessanta d'impostazione surrealista e il mensile sempre francese Hara Kiri, giornale cattivo e cretino. La rivista umoristica satirica spagnola anti-franchista, nata nel 1972, Hermano Lobo. Fra le riviste letterarie umanistiche italiane da cui il Gruppo Stanza prese maggiori spunti, sono:
- Il Caffè del (1953) di Giambattista Vicari
- Il Delatore (1964-1965) di Bernardino Zapponi.

## Influenza culturale
Ca Balà si presenta come una novità rispetto alla tradizionale satira sociale e politica. Con uno sguardo alla scena internazionale e a quella italiana, la rivista è riuscita ad avviare un periodo nuovo per la satira italiana, attribuendo ad essa un nuovo significato:
una satira graffiante, irriverente e spregiudicata, dal carattere grottesco e aggressivo, "espressione del dissenso integrale", in opposizione dunque a quella satira "sociale" letteraria e politica che potremmo vedere su riviste come Linus o Il Caffè.
Ca Balà è stata definita dai critici come "la madre di tutte le esperienze di satira" italiana che seguiranno. Lo stesso Linus conferma questa tesi in un numero del 1973 pubblicando un articolo dal titolo Satira: anno uno?. Articolo interamente dedicato alla satira italiana, dove si spiegava l'importanza di Ca Balà e del suo "Humour" come arma politica.
Ca Balà è stato anche un punto di riferimento per molti disegnatori politici italiani che utilizzavano la "satira come arma politica" (slogan del Gruppo Stanza) e per quelle riviste di satira che seguiranno.
Nel 1974 Alfredo Chiappori non veniva ancora pubblicato su Linus, poiché la rivista era troppo impegnata con le strisce di Charlie Brown e così per un breve tempo passerà a collaborare con Ca Balà, pubblicandovi diversi fumetti su alcuni numeri.

Giuliano iniziò a lavorare con Ca Balà per poi collaborare con Il Male e la Repubblica. 
Pablo Echaurren e Claudia Salaris dedicano un intero capitolo all'esperienza di Ca Balà e del Gruppo Stanza.

## Critiche
Ca Balà con il suo umorismo aggressivo e spregiudicato inizia col tempo a perdere l'appoggio anche formale di chi inizialmente aveva creduto nella rivista.
- Protestano gli omosessuali della rivista Fuori!. Angelo Pezzana, membro del Fuori, non permise la vendita né l'esposizione di Ca Balà nella sua libreria di Torino a causa di una vignetta sugli omosessuali, da lui ritenuta oltraggiosa.[15]
- Alfredo Chiappori smette di collaborare con il Gruppo Stanza in seguito ad una loro recensione di un libro, nato dalla collaborazione con Fortebraccio, nella quale si faceva troppo uso della parola cazzo.[15]
- Oreste Del Buono, a quei tempi direttore di Linus, accusa Ca Balà di attaccare troppo il PCI.[15]
- Umberto Eco inizialmente elogia il lavoro del Gruppo Stanza anche con un intervento su un almanacco della Bompiani del 1973 intitolato L'Altra Grafica, ma in seguito ad un numero di Ca Balà sulla concentrazione editoriale, dove si parlava male anche della Bompiani, Eco scrive una lettera di protesta a Ca Balà dicendo che la loro “non è satira ma invettiva soltanto e quindi lui non si diverte”.[16]
- Il PCI accusa i redattori di Ca Balà di essere troppo “agganciati all'estremismo”; nello stesso tempo alcuni gruppi extraparlamentari della sinistra criticano Ca Balà per una vignetta che mancava di rispetto a Mao Tse Tung.[15]
- Alcuni intellettuali e giornalisti, che avevano promesso il loro appoggio per la riuscita di Ca Balà iniziano pian piano a dileguarsi per paura di compromettersi con frequentazioni pericolose.
- Ci furono minacce di distruggere la sede della redazione da parte di un gruppo appartenente all'area situazionista italiana. Infine i redattori ricevettero minacce di rappresaglie da parte dei neo-fascisti fiorentini che facevano azione politica nelle scuole.

## Numeri speciali
I primi numeri dalla periodicità mensile, cambiano spesso il formato, il prezzo e il numero delle pagine, mentre le copertine sottolineano l'intenzionalità del messaggio di Braschi, Buonarroti e Della Bella e il loro sguardo rivolto anche alla scena politica mondiale.
- Il numero 1 dell'aprile 1971 ha la copertina simile ad un foglio di calendario ed è dedicata a "San Che Guevara", dove si legge Crear 2 tres, muchos Vietnam).
- Il numero 3 del giugno 1971 tratta le discriminazioni razziali in America. Sulla copertina c'è un ritratto di Angela Davis con un bavaglio sulla bocca e la bandiera Americana sullo sfondo.
- Il numero 21 del 1972 è interamente dedicato a Giuseppe Scalarini, in ricorrenza del centenario della sua nascita. Scalarini è stato il mitico vignettista del giornale L'Avanti!, organo del Partito Socialista Italiano a partire dal 1896.
- Il numero 32 del novembre 1973 annuncia l'uscita di una nuova serie di Ca Balà. La rivista avrà un formato simile a un " tabloid fumettato"; per lo stile ci sarà un momentaneo abbandono dell'underground. Così dopo 100 giorni d'intervallo a base di numeri-poster e locandine preparatorie esce Ca Balà numero 33 nelle edicole e nelle librerie come volume "monografico".

Oltre alla sperimentazione grafica, anche se in misura minore, ci fu una ricerca poetica e letteraria alla quale presero parte B. A. Olivo (pseud. di Aldo Beltrame) e Franco Manescalchi.
A questi si sono aggiunti artisti riconducibili alla sfera delle ricerche verbo-visuali come: Michele Perfetti e Giuseppe Chiari.

### Numero-poster 29-30 del 1974
Numerose sono state le parodie in chiave situazionista di pubblicità e fumetti targati Walt Disney; per esempio, il numero 29-30 si presenta come un poster formato 85x85 cm., avente come protagonista un Paperon de' Paperoni infuriato sulla cui nuvoletta appare il gioco di parole: “GOLPE!” invece dell'appropriata onomatopea “GULP”, con chiaro riferimento al sanguinoso colpo di stato o golpe di Pinochet in Cile. I successivi numero-poster hanno come palese riferimento ironico le icone della sinistra da Marx a Lenin.

### Numero-poster 37 del 1974
Il numero-poster 37 del 1974 è dedicato al referendum sul divorzio che si sarebbe tenuto nello stesso periodo. Il recto della rivista si presenta con vignette e alcune pubblicità finte, a tema. Il verso invece è un poster a tre colori con sopra raffigurata la  “Società Sportiva Anti-divorzio” , una fantomatica squadra di calcio formata dai politici di quel periodo che si batterono in favore del referendum. La formazione variava da Andreotti a Almirante, da Rumor a Fanfani. Sopra la testa e ai piedi dei politici vi è lo slogan:  “Giocano con il tuo futuro. Battili con un NO !”  
Il numero venne distribuito una domenica di maggio fuori dallo stadio comunale di Firenze e nelle manifestazioni politiche di piazza. Fu un vero successo: la tiratura di circa 14'000 copie fu interamente venduta.

### Numeri della nuova serie
- Nel numero 2 (n. 42), giugno 1976, viene pubblicato Projunior di Robert Crumb, un fumetto underground in cinque pagine.
- Il numero 4 (n. 44), aprile 1977, è un numero speciale completamente dedicato all'umorismo amaro e sanguigno di Hermano Lobo, rivista spagnola antifranchista. Collaborano al numero Gianni Segre e Cesare Zavattini.
- Il numero 8 (n. 48), maggio 1979, è stata una pubblicazione significativa, poiché all'interno della rivista vi era una raccolta di tutte e 64 le vignette che componevano l'“ Album des Eugènes” di Jean Cocteau: vignette che in Italia erano ancora inedite.

### Ultimo numero
L'ultimo numero di Ca Balà è il n. 50. Esce in edicola nel 1980 e viene sequestrato per oscenità (primo sequestro in tutta la storia della rivista). La rivista Il Male stava conseguendo un grande successo. Ca Balà cercò malamente di seguirne il modello e inevitabilmente finì col cadere nello scurrile e nell'oscenità.

## Il processo
Nel gennaio del 1980 uscì in edicola il n. 50 (n. 10, ultima serie). Nella rivista comparve all'interno come allegato un'ostia “d'emergenza contro la bestemmia, con ostensorio da viaggio” e una serie di santini satirici ritagliabili. La reazione da parte di alcuni cattolici fu immediata e così il Gruppo Stanza venne accusato di oscenità e vilipendio alla religione di Stato Cattolica.
L'avvocato difensore del Gruppo stanza Paolo Barile (costituzionalista) a seguito dell'accusa inferta fece ricorso in Corte di Cassazione, la quale assolse successivamente gli imputati poiché l'accusa risultava infondata. Fortunatamente la cattolica non era più religione ufficiale di stato in seguito ad un decreto legge promulgato proprio in quegli anni.
Il processo durò alcuni anni e sancì di fatto la fine di Ca Balà.

## Curiosità
Buonarroti, Braschi e della Bella disponevano della forma di spedizione postale (abbonamento riservato alle riviste periodiche), con cui inviavano le copie agli abbonati. La stessa registrazione degli abbonati veniva fatta a mano su apposite schede, dove venivano aggiunti anche gli indirizzi dei nuovi abbonati.

Nella distribuzione e nella promozione, Ca Balà non è mai stato sostenuto da alcun partito politico, nemmeno dalla sinistra storica e dagli anarchici. Piccoli aiuti venivano da gruppi di contro-informazione attivi sul territorio. Nasce dunque il bisogno di avere una distribuzione organizzata. È in quest'ottica che i tre "cabalisti" organizzano un incontro nel 1972 alla Casa del popolo "Filippo Buonarroti" di Firenze. Il tema era appunto quello della contro-informazione; per l'occasione presentarono La pulce nell'orecchio (libro appartenente alla Collana di Ca Balà).

Dell'incontro non è rimasta alcuna traccia: "tra il giallo e lo spionistico" i nastri contenenti la registrazione dell'incontro sono andati persi. Alcuni pensano sia stato il dissapore che c'era fra il consiglio della casa del popolo e i "cabalisti".
Nel 1975 l'editore Guaraldi ebbe un incontro con Del Buono. Significava molto per la rivista, poiché la redazione si sarebbe potuta spostare a Milano e non avere più un ruolo periferico. Ma Del Buono, fra Rizzoli e Guaraldi, preferì il rilancio con tendenze satiriche di Linus piuttosto che quello di Ca Balà. Le ragioni della scelta erano evidenti: Linus era una rivista ormai affermata in Italia, mentre Ca Balà restava sempre una rivista elitaria e dalla grafica dimessa.
Si dice che il numero-poster 29-30 di Ca Bala, durante il Golpe Cileno di Pinochet del 1973, sia stato visto affisso in una manifestazione di popolo a Cuba.
In Baba Yaga, un film del 1973, diretto da Corrado Farina, si vede l'occhio "indiscreto" se non voyeur della macchina da presa seguire Valentina, il personaggio creato dal disegnatore di fumetti Guido Crepax, che distesa sul letto allontana una copia di Ca Balà, dicendo "Anche loro non mi divertono più".

## I direttori
- Piero Santi (1971-1973)
- Mauro Senesi (1973-giugno 1974)
- Daniele Protti (marzo-giugno 1976)
- Franco Manescalchi (settembre 1977-gennaio 1980)

## I collaboratori
Insieme a Braschi, Buonarroti e della Bella vi furono numerosi collaboratori, tra cui:
- Alfredo Chiappori
- Andrea Rauch
- Giuliano Rossetti (che negli anni con Ca Balà si esprimeva con una forma molto peculiare d'umorismo nero e surreal humor)
- Chumy Chumez, disegnatore spagnolo
- Maurizio Bovarini
- Sergio Barletta
- Angelo Olivieri
- Lido Contemori
- Massimo Presciutti
- Roberto Malfatti
- Max Capa
- Gianni Toti
- Paolo Albani
- Jacopo Fo
- Michele Perfetti
- Giuseppe Chiari, artista contemporaneo fiorentino, 1926-2007
- Antonio Calvano
- Claudio Mellana
- Enrico Bonaretti
- Aroldo Marinai
- Ferruh Dogăn (disegnatore turco)
- Semih Balcioǧlu (disegnatore turco)

## Prima Serie
Editore: Gruppo Stanza.

Direttore responsabile: Piero Santi; Mauro Senesi.

Stile: formato, fogliazione, colore e prezzo continuamente variati.

Numeri: 40 numeri, dal n. 1 (aprile 1971) al n. 40 (1975).
- numero 1, aprile 1971, 1.268 copie.
- numero 2, maggio 1971, 1.275 copie (registrazione Tribunale Firenze n.2139 del 24/04/1971).
- numero 3, giugno 1971, 1.495 copie.
- numero 4, luglio 1971, 1.416 copie.
- numero 5-6, agosto-settembre 1971, 1.559 copie.
- numero 7, Anno I ottobre 1971, 1.561 copie.
- numero 8, Anno I- Mensile, novembre-dicembre 1971, 1.906 copie.
- numero 10, Anno II-Mensile, gennaio 1972, 1.970 copie.
- numero 11, Anno II-Mensile, febbraio 1972, 2.900 copie.
- numero 12-23, Anno II-Mensile, marzo-aprile 3.580, 1559 copie.
- numero 14, Anno II, maggio 1972, 4.110 copie.
- numero 15-16, Anno II, giugno-luglio 1972, 2.118 copie.
- numero 16-17, Anno II, agosto-settembre 1972, 1.000 copie.
- numero 19, Anno II-Mensile, ottobre 1972, 3.900 copie.
- numero 20, Anno II-Mensile, novembre 1972, 2.850 copie.
- numero 21, Anno II-Mensile, dicembre 1972, 2.875 copie.
- numero 22-23, Anno III-Mensile, gennaio-febbraio 1973, 2.550 copie.
- numero 24, Anno III-Mensile, marzo 1973, 2.550 copie.
- numero 25, Anno III-Mensile, aprile 1973, 2.600 copie.
- numero 26, Anno III-Mensile, maggio 1973, 2.500 copie.
- numero 27-28,Anno III-Mensile, giugno-luglio 1973, 3.100 copie.
- numero-poster 29-30, Anno III-Mensile, agosto-settembre 1973, 4.000 copie.
- numero-poster 31, Anno III-Mensile, ottobre 1973, 4.000 copie.
- numero 32, Anno III-Mensile, novembre 1973, 900 copie.
- numero 33, Anno III-Mensile, dicembre 1973, 12.100 copie.
- numero 34, Anno VI-Mensile, gennaio 1974, 12.054 copie.
- numero 35/36, Anno VI-Mensile, marzo 1974, 7.700 copie.
- numero-poster 37, Anno VI-Mensile, aprile 1974, 14.000 copie.
- numero 38-39, Anno VI-Mensile, giugno 1974, 8.000 copie.
- (numero 40), 'Album del governo giallo' novembre 1975, 3.000 copie.

## Nuova serie
Titolo: Ca Balà, trimestrale di satira politica e d'umorismo grafico.

Editore: Centro di documentazione, Pistoia.

Direttore responsabile: Daniele Protti; Franco Manescalchi.

Numeri: 8 numeri, dal n. (41)-1 (marzo 1976) al n. (48)-8 (maggio 1980).
- Trimestrale di satira politica e d'umorismo grafico. N.(41)-1, 3.060 copie.
- Trimestrale di satira politica e d'umorismo grafico. N.(42)-2, 3.000 copie.
- Trimestrale di satira politica e d'umorismo grafico. N.(43)-3, 3.000 copie.
- Trimestrale di satira politica e d'umorismo grafico. N.(44)-4, 5.020 copie.
- Trimestrale di satira politica e d'umorismo grafico. N.(45)-5, 5.000 copie.
- Trimestrale di satira politica e d'umorismo grafico. N.(46)-6, 2.500 copie.
- Trimestrale di satira politica e d'umorismo grafico. N.(47)-7, 2.060 copie.
- L'IO BOIA, supplemento al n. (47)-7, 1979?. Sottotitolo: "il personale è politico".
- Trimestrale di satira politica e d'umorismo grafico. N.(48)-8, 2.500 copie.
- mensile n. (49)-9 dicembre 1979, 6.000 copie.
- mensile n. (50)-10 gennaio 1980, 6.000 copie.